# 寶曆 (唐朝)

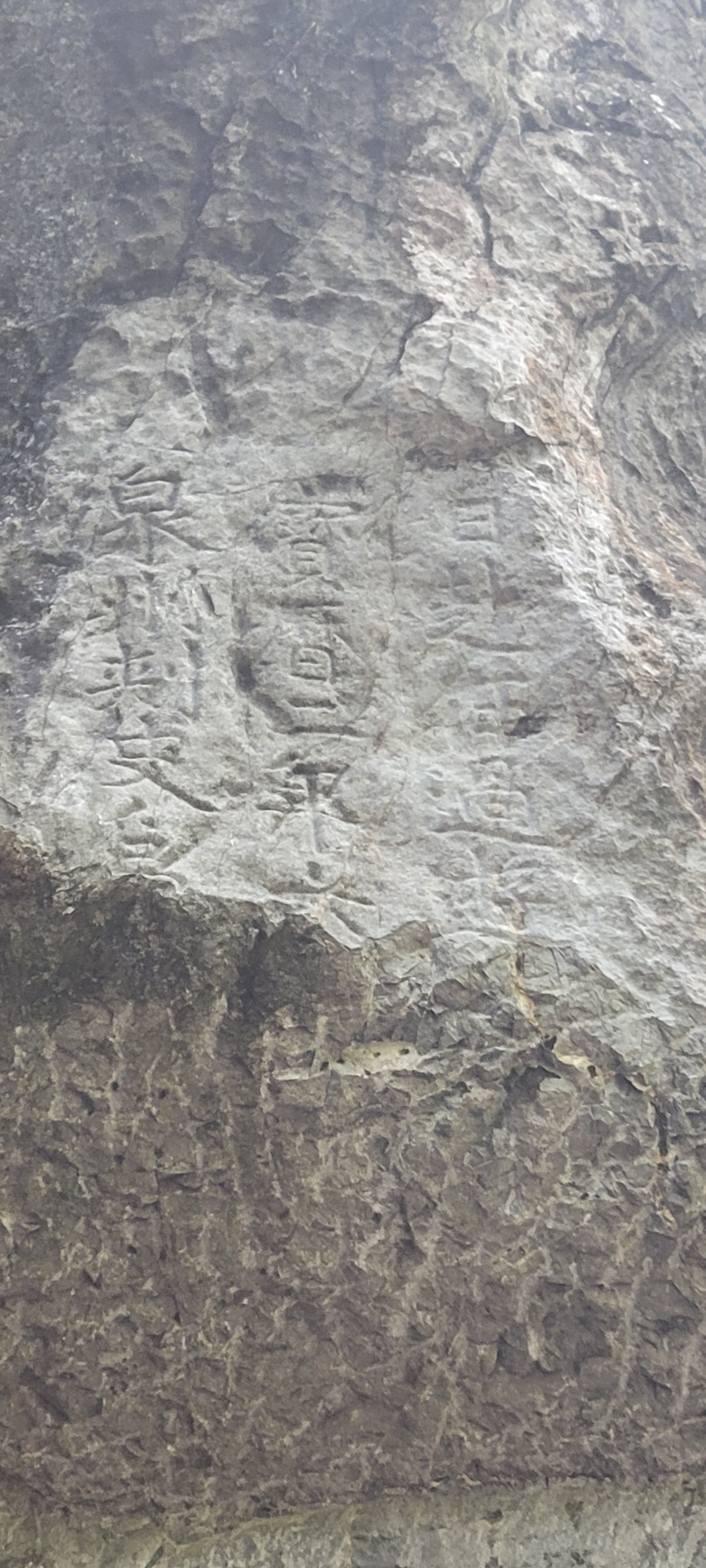
寶曆二年六月十八日泉州刺史烏重儒在杭州飛來峰龍泓洞口的題名

寶曆（825年正月—827年二月）是唐敬宗的年號，共计3年。寶曆二年十二月唐文宗李昂即位沿用。

## 改元
- 長慶五年——正月七日，改元寶曆元年。[2][3][4]
- 寶曆二年——十二月八日，唐敬宗被弒；十二日，唐文宗繼位。[5][6][7]
- 寶曆三年——二月十三日，改元大和元年。[5][6][7]

## 紀年
| 寳曆 | 元年  | 二年  | 三年  |
| ---- | ----- | ----- | ----- |
| 公元 | 825年 | 826年 | 827年 |
| 干支 | 乙巳  | 丙午  | 丁未  |

## 同期存在的其他政权年号
- 中國
  - 建興（819年－830年）：渤海—渤海宣王大仁秀之年號
  - 保和（824年－839年）：南詔—勸豐祐之年號
  - 彝泰（815年－838年）：吐蕃—可黎可足赞普赤祖德贊之年號
- 日本
  - 天長（824年－834年）：平安時代—淳和天皇之年號

## 參看
- 中國年號索引
- 其他使用寶曆年號的政權